# IOS 10
iOS 10 est la dixième version majeure du Système d'exploitation mobile iOS développé par la société Apple. La mise à jour est annoncée le 13 juin 2016 lors de la WWDC 2016 et est disponible le 13 septembre. Il succède iOS 9 et précède iOS 11.

## Appareils compatibles

### iPhone
- iPhone 5
- iPhone 5C
- iPhone 5S
- iPhone 6
- iPhone 6 Plus
- iPhone 6s
- iPhone 6s Plus
- iPhone SE
- iPhone 7
- iPhone 7 Plus

### iPad
- iPad 4
- iPad Air
- iPad Air 2
- iPad Mini 2
- iPad mini 3
- iPad mini 4
- iPad Pro

### iPod touch
- iPod touch 6